# Куми

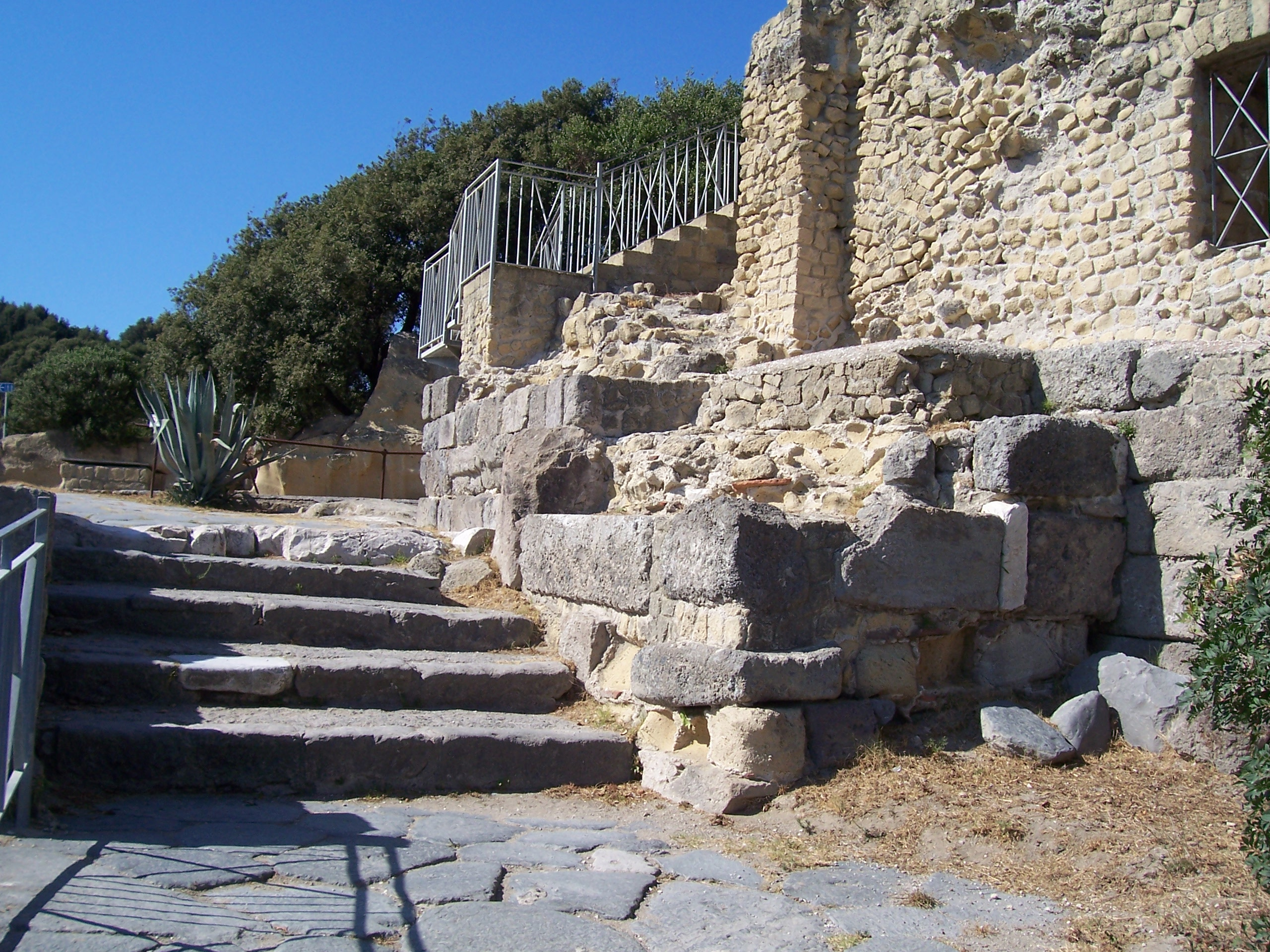
Залишки акрополя Кум

Куми (грец. Κύμη, лат. Cumae) — стародавнє місто в Кампанії. Перша давньогрецька колонія.

## Історія

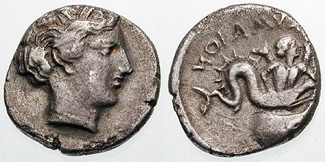
Монета з Кум із зображенням Сцилли, 420—380 до н. е.

Засноване у 750 до н. е. вихідцями з Халкіди на чолі з ойкістом Меґасфеном. Участь в експедиції взяли й мешканці евбейського містечка Кими (їх очолював Гіппокл), на честь якого місто нібито й отримало свою назву. Вважається першою грецькою колонією в материковій Італії. Завдяки вигідному розташуванню місто швидко зростало, і вже через кілька років — разом з метрополією — заснувало власні колонії, зокрема Занклу. Кумськими колоніями були також Дікеархія, Путеоли, Палеополь, Неаполь.

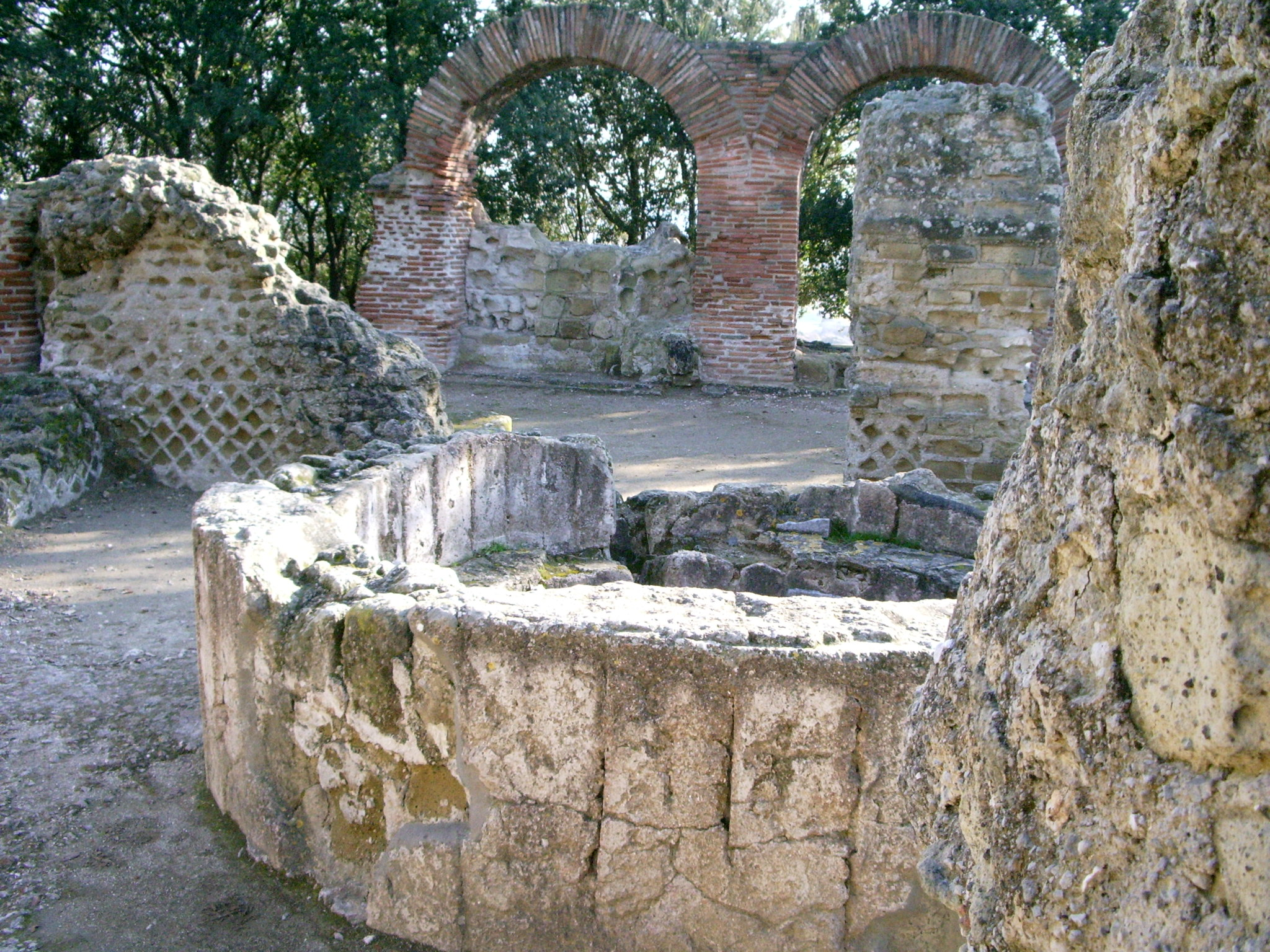
Храм Зевса, перетворений на християнський баптистерій

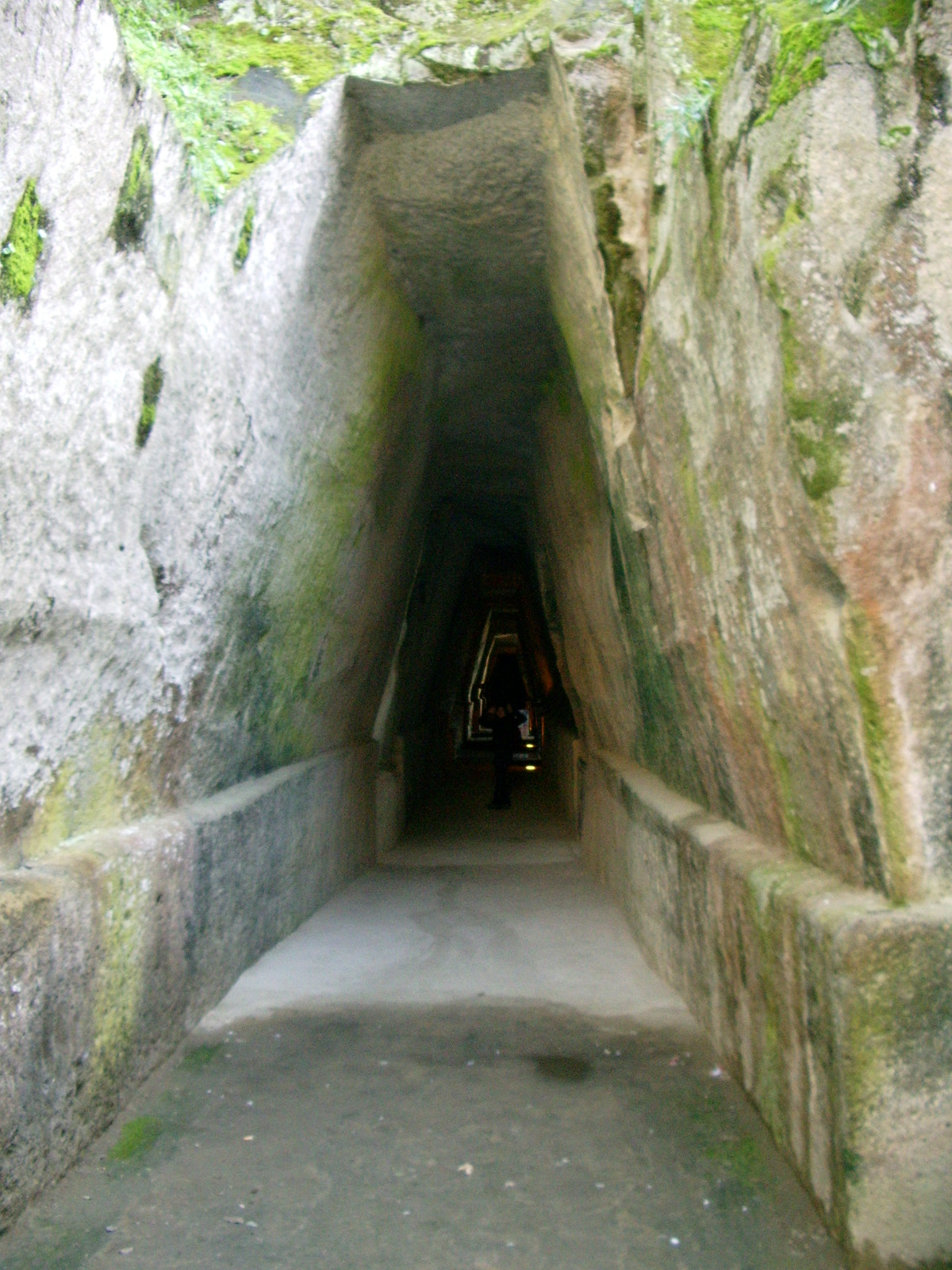
Вхід до печери Сивіли, відомий як Грот Кумської Сивіли

Культурний вплив Кум на мешканців Середньої Італії, особливо римлян, був величезним, зокрема саме через куманців вони запозичили у греків абетку. Храм Аполлона із славетною кумською Сивілою вважався італійським аналогом Дельф.
У 524 до н. е. пережили навалу навколишніх племен, інспіровану й очолену етрусками з Капуї. Керівник місцевого ополчення Аристодем, здобувши перемогу над нападниками, здійснив переворот і встановив у Кумах тиранію.
У 474 до н. е. Гієрон I на чолі об'єднаних грецьких сил здобув під Кумами вирішальну перемогу над етрусками. У 421 до н. е. місто захопили сусідні племена осків. Куми стають самнітськими, а ті греки, які залишилися живими, перебираються до Неаполя.
У 341 до н. е. Куми переходять під контроль Риму. У 338 до н. е. мешканці міста отримують римське громадянство (щоправда, без права голосу), у 215 до н. е. Куми стають римською муніципією, а з часів імператора Августа - римською колонією.
Під час Другої Пунічної війни місто витримало облогу військ Ганнібала.
Під час Готської війни Юстиніана Куми кілька разів переходили з рук в руки. Спочатку місто захопив Велізарій, потім повернув під готський контроль Тотила, і врешті-решт здобув Нарсес.
Зруйновані у 1207 неаполітанцями, як покарання за перетворення Кум на «гніздо розбійників».